# Шевелёв, Иван Григорьевич
Иван Григорьевич Шевелёв (31 июля 1904 — 19 января 1998) — советский деятель госбезопасности, генерал-лейтенант (9 июля 1945). В годы Великой Отечественной войны — начальник 5-го управления НКВД—НКГБ—МГБ СССР, занимавшегося шифровальной и разведывательно-дешифровальной работой. После войны — начальник Главного управления Специальной службы при ЦК ВКП(б).

## Биография
Родился 31 июля 1904 году в деревне Аксёновская Вологодской губернии. С 1919 года работал на хозяйственных и административных должностях. С 1925 года служил в Войсках Главного управления пограничных войск ОГПУ при СНК СССР.
С 1930 года уполномоченный ряда отделов ОГПУ при СНК СССР. Член ВКП(б) с 1932 года. С 1938 года начальник отделения 3-го отдела, с 1940 года заместитель начальника 2-го отдела ГУГБ НКВД СССР. С 1941 года являлся заместителем начальника Третьего управления НКГБ СССР.
Принимал активное участие в Великой Отечественной войне. Был Начальником Управления Центрального аппарата и возглавлял войсковую часть 43753, в состав которой входили радиодивизионы и полевые отделы, находившиеся в действующей армии при штабах фронтов. В июне-июле 1941 года выполнял важнейшее задание: осуществлял в качестве начальника эшелона эвакуацию из Москвы всего золотого запаса и других государственных ценностей в город Свердловск. С 1942 года до окончания войны — начальник Пятого управления НКВД СССР (с 1943 года НКГБ СССР), в распоряжении которого находились специальные части по перехвату разговоров и переписке противника, расположенные в разведотделах всех штабов фронтов и были в непосредственном его подчинении. В 1945 году присвоено звание генерал-лейтенанта НКГБ.
С 1946 года назначен начальником Шестого управления МГБ СССР. С 1949 года назначен начальником Главного управления Специальной службы при ЦК ВКП(б). С 1953 года назначен начальником 5-го Отдела Первого Главного управления МВД СССР. Уволен в отставку в 1954 г. по болезни и выслуге лет.
Скончался в Москве 19 января 1998 года.

## Награды
- Орден Ленина;
- Орден Красного Знамени;
- Орден Отечественной войны 1-й степени;
- Два Ордена Трудового Красного Знамени;
- Орден Красной Звезды;
- Орден «Знак Почёта»;

Ведомственные знаки отличия:
- Знак Почётный сотрудник госбезопасности;

## Комментарии
1. ↑  Ныне Тарногский район Вологодской области; сама деревня находилась в Тотемском уезде[1].